# La Nueva Esperanza (östra Hueyapan de Ocampo)
La Nueva Esperanza är en ort i Mexiko.   Den ligger i kommunen Hueyapan de Ocampo och delstaten Veracruz, i den sydöstra delen av landet, 500 km öster om huvudstaden Mexico City. La Nueva Esperanza ligger 704 meter över havet och antalet invånare är 210.
Terrängen runt La Nueva Esperanza är huvudsakligen kuperad, men åt nordost är den platt. Runt La Nueva Esperanza är det ganska tätbefolkat, med 56 invånare per kvadratkilometer. Närmaste större samhälle är Catemaco, 18,6 km nordväst om La Nueva Esperanza. Omgivningarna runt La Nueva Esperanza är en mosaik av jordbruksmark och naturlig växtlighet.